# Arrondissements de la Loire

Les trois arrondissements de la Loire en région Auvergne-Rhône-Alpes, en 2017.

Le département de la Loire comprend trois arrondissements.

## Composition
| Nom                             | Code Insee | Superficie (km2) | Population (dernière pop. légale) | Densité (hab./km2) | Modifier             |
| ------------------------------- | ---------- | ---------------- | --------------------------------- | ------------------ | -------------------- |
| Arrondissement de Montbrison    | 421        | 1 943,20         | 186 822 (2022)                    | 96                 | modifier les données |
| Arrondissement de Roanne        | 422        | 1 779,90         | 158 210 (2022)                    | 89                 | modifier les données |
| Arrondissement de Saint-Étienne | 423        | 1 057,50         | 427 009 (2022)                    | 404                | modifier les données |
| Loire                           | 42         | 4 781,00         | 772 041 (2022)                    | 161                | modifier les données |

## Histoire
- 1790 : création du département de Rhône-et-Loire avec six districts : Lyon-Campagne, Lyon-Ville, Montbrison, Roanne, Saint-Étienne, Villefranche
- 1793 : le département de Rhône-et-Loire est supprimé et remplacé par deux autres dont, à l'ouest, le département de la Loire avec trois districts : Montbrison, Roanne, Saint-Étienne (le chef-lieu est à Feurs)
- 1795 : le chef-lieu du département est déplacé de Feurs à Montbrison
- 1800 : création des arrondissements : Montbrison, Roanne, Saint-Étienne
- 1855 : le chef-lieu du département est déplacé de Montbrison à Saint-Étienne